# A Última Onda (curta-metragem)
A Última Onda  é um curta-metragem brasileiro de 2006, dirigido por Pedro Foss. Baseado em fatos reais, o filme denuncia a morte de surfistas presos em redes de pesca nas praias do litoral do Rio Grande do Sul, tema este que, além de ganhar versão legendada nos Estados Unidos, também gerou reconhecimento nacional naquele ano.
No elenco, a curta-metragem teve como protagonista os atores Paulo Zulu e Nívea Stelmann, além da participação de Nelson Diniz e Thiago Teixeira.

## Sinopse
Em um pacato vilarejo litorâneo do Sul do Brasil, o surfista profissional Marcus Rocha é encontrado morto, preso a uma rede de pesca. A partir daí, um pescador obcecado pela profissão, uma garota sensitiva e um surfista revoltado pela perda do irmão, serão levados além das fronteiras do real, onde a dor da perda de quem entra no mar e nunca mais sai é explorada com elementos dramáticos e sobrenaturais.

## Elenco
- Paulo Zulu.... Marcus Rocha
- Nívea Stelmann.... Ana Rocha
- Nelson Diniz.... pescador
- Thiago Teixeira....